# Sodiam Sports
El Sodiam Sports es un equipo de Fútbol de la República Centroafricana que juega en la Tercera División de la República Centroafricana, la tercera categoría nacional.

## Historia
Fue fundado en el año 1970 en la capital Bangui y en sus primeros años de existencia fue un participante del Campeonato de fútbol de la República Centroafricana, teniendo su mejor época a finales de los años 1970 en donde fue ganador de la copa nacional en dos ocasiones. El club no juega en la primera división nacional desde mediados de los años 1980.
Han participado en dos torneos continentales en los cuales no ha podido superar la primera ronda.

## Palmarés
- Copa de la República Centroafricana: 2

1977, 1979

## Participación en competiciones de la CAF
| Temporada | Torneo          | Ronda      | Club                | Casa | Visita | Global |
| --------- | --------------- | ---------- | ------------------- | ---- | ------ | ------ |
| 1978      | Recopa Africana | Preliminar | Al-Madina Trípoli   | w.o. | w.o.   | w.o.   |
| 1980      | Recopa Africana | 1          | Sekondi Eleven Wise | 0:1  | 0:3    | 0:4    |